# Culicoides hasegawai
Culicoides hasegawai är en tvåvingeart som beskrevs av Kanasugi och Kitaoka 2001. Culicoides hasegawai ingår i släktet Culicoides och familjen svidknott. Inga underarter finns listade i Catalogue of Life.